# Ptilodactyla dilaticollis
Ptilodactyla dilaticollis là một loài bọ cánh cứng trong họ Ptilodactylidae. Loài này được Champion mô tả khoa học năm 1897.